# NHK鍋田ラジオ放送所
座標: 北緯35度2分25秒 東経136度46分54.2秒 / 北緯35.04028度 東経136.781722度

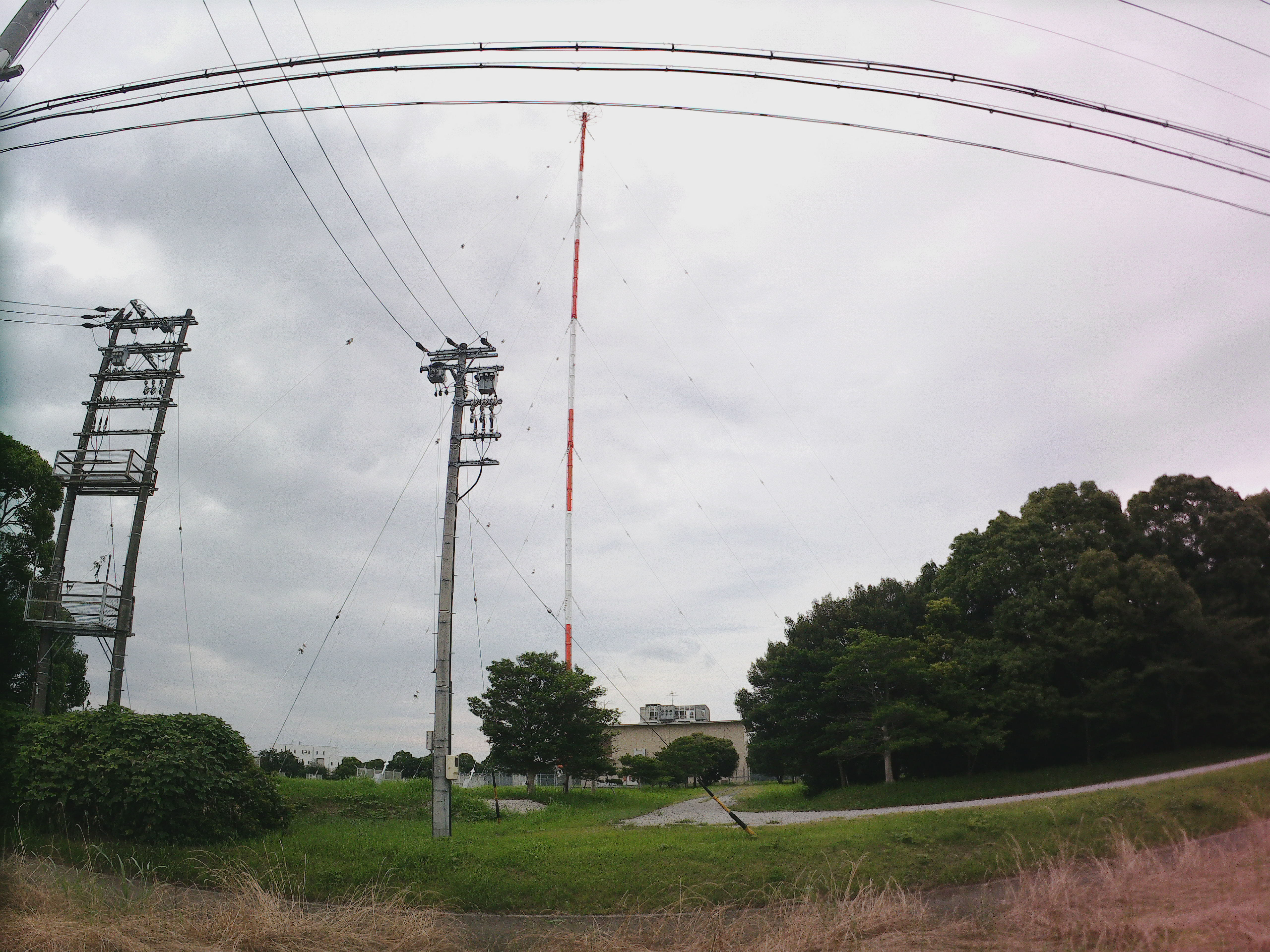
送信鉄塔

NHK鍋田ラジオ放送所（エヌエイチケイなべたラジオほうそうしょ）は、愛知県弥富市に置かれているNHK名古屋放送局の第1放送、第2放送の送信所（親局）である。

## 送信所概要

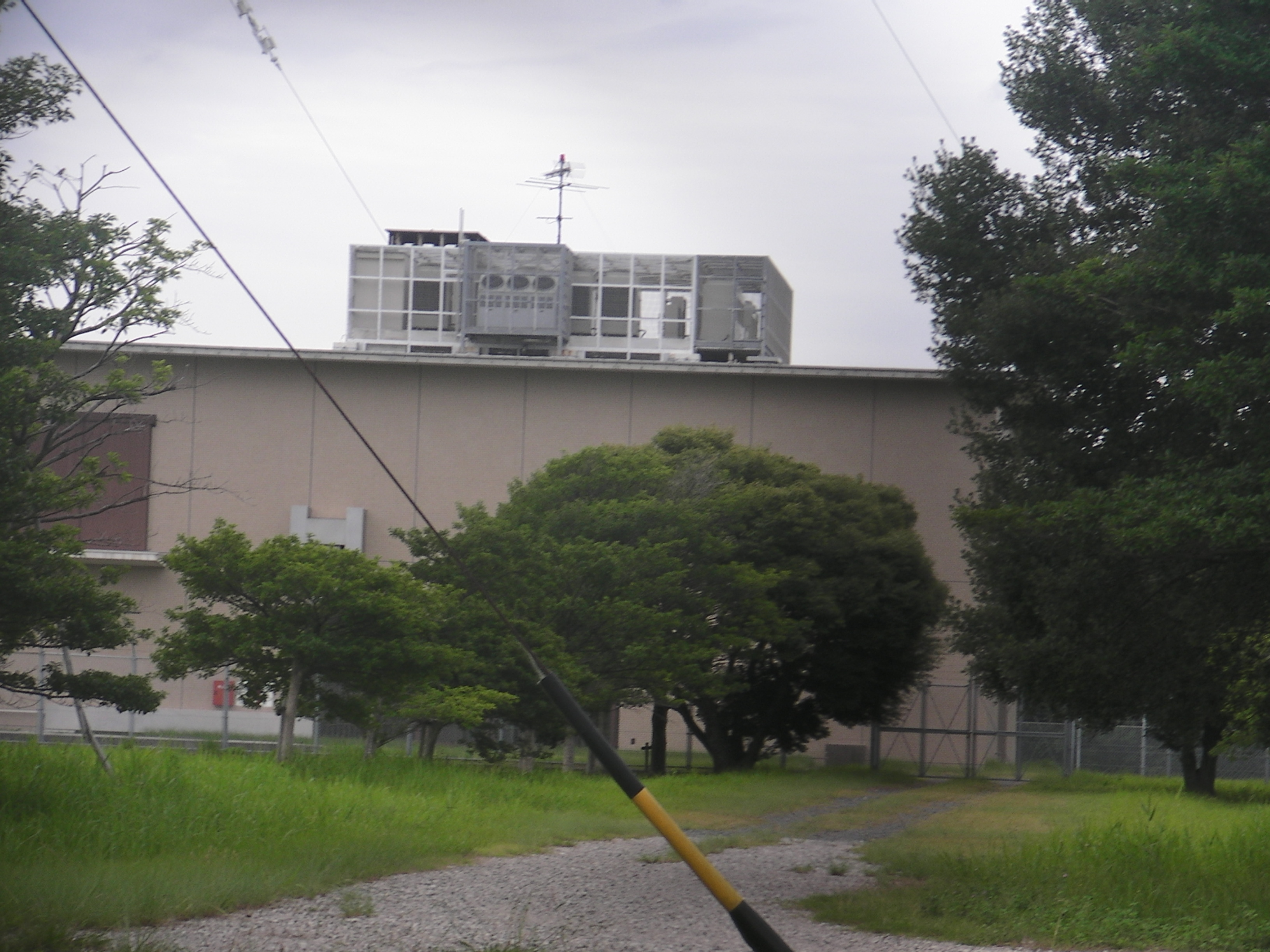
局舎

| 周波数 | 放送局名      | コールサイン | 空中線電力 | 放送対象 地域          | 放送区域内世帯数 |
| ------ | ------------- | ------------ | ---------- | ---------------------- | ---------------- |
| 729kHz | NHK 名古屋第1 | JOCK         | 50kW       | 愛知県、岐阜県、三重県 | 約470万世帯      |
| 909kHz | NHK 名古屋第2 | JOCB         | 10kW       | 愛知県、岐阜県、三重県 | 約470万世帯      |

## 所在地
- 弥富市上野町2番18号

## 特徴
- NHK名古屋放送局（第1放送・第2放送）の親局送信所であり、東海3県の広い範囲に電波を発射している。
- 当放送所のある場所は、弥富市の鍋田干拓地南部の海部津島環境事務組合八穂クリーンセンターや伊勢湾岸自動車道、すぐ近くに鍋田埠頭コンテナターミナルがある程度で、他は目立った構造物が無い。陸側の隣接地にIKEA弥富物流センターが低層で建てられてる程度でありかなり遠くからでも見通しよく確認できる。干拓地であるため、中波送信所に適した伝導率の高い敷地である。

## 歴史
- 1925年（大正14年）1月10日 - 社団法人名古屋放送局設立。
- 1925年（大正14年）6月17日 - 名古屋市中区南外堀町6-1-27（現在の名古屋市中区丸の内1丁目）に名古屋放送局舎（送信所）落成。
- 1925年（大正14年）6月23日 - 名古屋放送局（現・NHK名古屋ラジオ第1放送）（コールサイン：JOCK・周波数：833kc〈kHzと同義〉・出力：1kW）の試験放送開始。
- 1925年（大正14年）7月15日 - 名古屋放送局の放送開始。
- 1926年（大正15年）8月20日 - 「社団法人名古屋放送局」が解散し「社団法人日本放送協会・名古屋支部」が事業継承、名古屋中央放送局として放送継続。
- 1928年（昭和3年）4月15日 - 周波数を810kcに変更。
- 1929年（昭和4年）12月27日 - 桶狭間ラジオ放送所（知多郡有松町大字桶狭間字神明廻間57-8〈現在の名古屋市緑区桶狭間神明〉〈北緯35度3分16.43秒 東経136度57分51.67秒〉）の運用開始、出力を10kWに増強。旧送信所は廃止。
- 1933年（昭和8年）6月26日 - 名古屋中央放送局・ラジオ第2（コールサイン：JOCB・周波数：1175kc・出力：10kW）の放送開始。これまでの名古屋中央放送局は、名古屋中央放送局・第1放送となる。
- 1936年（昭和11年）7月1日 - 第1放送の周波数を730kcに、第2放送の周波数を910kcに変更。
- 1950年（昭和25年）6月1日 - 特殊法人としての日本放送協会（略称：NHK）設立、同協会傘下の名古屋放送局となる（「社団法人日本放送協会」は解散）。
- 1978年（昭和53年）11月23日 - ラジオ第1放送の周波数を729kHzに、ラジオ第2放送の周波数を909kHzに変更。
- 1983年（昭和58年）12月22日 - 当放送所の運用開始、第1放送の出力を50kWに増力。桶狭間ラジオ放送所は廃止。